# Arthur Byron
Arthur William Byron (Brooklyn, 3 aprile 1872 – Hollywood, 16 luglio 1943) è stato un attore statunitense.

## Filmografia parziale
- La mummia (The Mummy), regia di Karl Freund (1932)
- 20.000 anni a Sing Sing (20.000 Years in Sing Sing), regia di Michael Curtiz (1932)
- La principessa Nadia (Tonight Is Ours), regia di Stuart Walker (1933)
- Gabriel Over the White House, regia di Gregory La Cava (1933)
- College Coach, regia di William A. Wellman (1933)
- La casa dei Rothschild (The House of Rothschild), regia di Alfred L. Werker (1934)
- Il trionfo della vita (Stand Up and Cheer!), regia di Hamilton MacFadden (1934)
- Nebbia a San Francisco (Fog Over Frisco), regia di William Dieterle (1934)
- The Man with Two Faces, regia di Archie Mayo (1934)
- The President Vanishes, regia di William A. Wellman (1934)
- L'ombra del dubbio (Shadow of Doubt), regia di George B. Seitz (1935)
- Tutta la città ne parla (The Whole Town's Talking), regia di John Ford (1935)
- L'incrociatore misterioso (Murder in the Fleet), regia di Edward Sedgwick (1935)
- La lampada cinese (Oil for the Lamps of China), regia di Mervyn LeRoy (1935)
- Il prigioniero dell'isola degli squali (The Prisoner of Shark Island), regia di John Ford (1936)